# Esther de Mézerville
Esther de Mézerville Ossaye, née le 29 avril 1885 au Guatemala et morte en 1971, est une enseignante, féministe et militante. Elle a passé la majeure partie de sa vie au Costa Rica, où elle a milité pour obtenir le droit de vote des femmes.

## Biographie
Esther de Mézerville Ossaye est née au Guatemala le 29 avril 1885. Elle est la fille d'un immigrant français, Émile de Mézerville Coupé et de Noémie Ossaye Millelot, née au Canada. Lorsqu'Émile meurt en 1898, la mère d'Esther immigre avec ses enfants au Costa Rica. Dans sa jeunesse, elle voyage et étudie en France, en Belgique et en Suisse. Elle retourne au Costa Rica en 1907, où elle enseigne le français à San José. 
En 1908, elle devient la directrice principale de l'École supérieure des filles pendant sept ans puis est nommée inspecteur technique des écoles pour la ville de San José en 1917. 
Elle s'engage activement dans le mouvement de 1919 contre les politiques du travail du président Federico Tinoco Granados. Ce mouvement conduit une grève des enseignants, durant laquelle les locaux du journal La Información, moyen officiel de propagande du gouvernement, sont incendiés. La grève, menée par Ángela Acuña Braun, est suivie par les enseignantes Matilde Carranza, Ana Rosa Chacón, Lilia González, Carmen Lyra, Victoria Madrigal, Vitalia Madrigal, María Ortiz, Teodora Ortiz, Ester Silva et Andrea Venegas.
Après l'épisode de contestation contre Tinoco, Esther de Mézerville est nommée en 1922 gestionnaire de l'École supérieure des filles. L'année suivante, elle rejoint  Ángela Acuña Braun dans la création de la Ligue féministe costaricienne (CFT), première organisation féministe du Costa Rica. Elle devient vice-présidente de l'organisation et mène la lutte pour le droit de vote des femmes. De Mézerville démissionne de son poste à l'école en 1926 et se lance dans une tournée en Europe et en Afrique du Nord. Elle y traverse l'Algérie, le Maroc, la France, l'Italie et l'Espagne. De retour au Costa Rica en 1931, la Liga feminista parvient à obtenir le vote d'une loi qui amende la constitution qui octroie le droit de vote aux femmes, sous certaines conditions, notamment scolaires et professionnelles : les femmes peuvent désormais devenir diplômées de l'université, enseignantes, sténodactylos, comptables, infirmières, ainsi que les femmes ayant reçu une éducation élémentaire et pouvant parler une langue étrangère, les femmes ayant étudié en école privée, les femmes parlant 2 langues étrangères et les propriétaires de terres ou d'immeubles.
Mézerville a servi dans plusieurs conseils et comités de nombreux organismes. Elle intervient au Congrès du Costa Rica pour établir un fonds de retraite pour les enseignants en 1934. Cette même année, elle est membre de la Commission d'archéologie et d'art précolombien. 
Dans les années 1940, elle milite contre le nazisme, elle est déléguée à la conférence inter-américaine de la Paix qui se tint à Chapultepec, Mexico, en 1945. Elle sert comme présidente de la Croix Blanche et de la Croix Rouge et, en 1948, reçoit une médaille au Mérite de la part de la Croix-Rouge. De 1946 à 1950, elle travaille comme vice-présidente du conseil d'administration de la Banque de l'Association nationale de l'enseignement. En 1949, elle fut choisie comme "Femme de l'année" par la section du Costa Rica de l'Union des femmes des amériques.
Esther de Mézerville meurt en 1971 à San José, au Costa Rica.